# Rolex Learning Center
Das Rolex Learning Center ist ein multifunktionales Gebäude der École polytechnique fédérale de Lausanne (EPFL) in Lausanne. Es steht im Campus Dorigny auf dem Gemeindegebiet von Ecublens, nahe dem Ufer des Genfersees und wurde am 22. Februar 2010 eröffnet.

## Gebäude
Der Gebäudekomplex wurde vom japanischen Architekturbüro SANAA entworfen. Die beiden japanischen Architekten Kazuyo Sejima und Ryūe Nishizawa, die Gründer von SANAA, gewannen im Jahr 2004 einstimmig den Wettbewerbsentscheid der Ausschreibung. Tragwerksplaner waren Klaus Bollinger und Manfred Grohmann.
Es sollten neben der Bibliothek auch ein Hörsaal, Ausstellungshalle, Konferenzraum, Arbeitsräume für die Studenten und Wissenschaftler, Büroräume, eine Cafeteria, ein Restaurant und Ruhezonen im Gebäude untergebracht werden. SANAA verteilte die verschiedenen Funktionsbereiche auf eine horizontale Ebene, wellte diese und schaffte unter diesen Bodenwellen neue Räume und den zentralen Zugang zum Center. Etwas über die Hälfte der zwei Hektar großen Nutzfläche besteht aus gewellten und ungenutzten Bereichen, sogenannte „weiße Räume“, welche die in Japan so typischen fließenden Übergänge in den Häusern schaffen.
Um genügend natürliches Licht in das Gebäude zu bringen, wurden vierzehn runde Aussparungen in die Plattform eingelassen. Sie umfassen 20 % der Gesamtfläche. Die Fensterbänder der inneren Lichtschächte und Patios sind wegen der Boden- und Fensterkrümmungen alle Unikate. Einige Arbeitsräume sind ebenfalls durch runde, durchsichtige Glaswände (Bubbles) von der Umgebung abgeschirmt. Um die Gebäudespannungen auszugleichen, sind die Fenster mit speziellen Halterungen befestigt worden, die ihnen den notwendigen Spielraum für Bewegungen lassen.
190 dünne Pfeiler stützen das parallel zum gewellten Boden verlaufende Dach. Innen wie außen begrenzen ausschließlich Glasfenster das Center, es gibt keine Türen, Wände und Flure. Lediglich die Gebäudesenken und -hügel unterteilen auf subtile Weise die verschiedenen Bereiche. Sämtliche Barrieren zwischen den Fakultäten sind hier aufgehoben. Während die Bodenplatte aus Beton besteht, ist die Dachdecke in Leichtbauweise aus Stahl und wenig temperaturempfindlichem Brettschichtholz konstruiert. Eine dünne Betonschicht isoliert die Dachdecke.

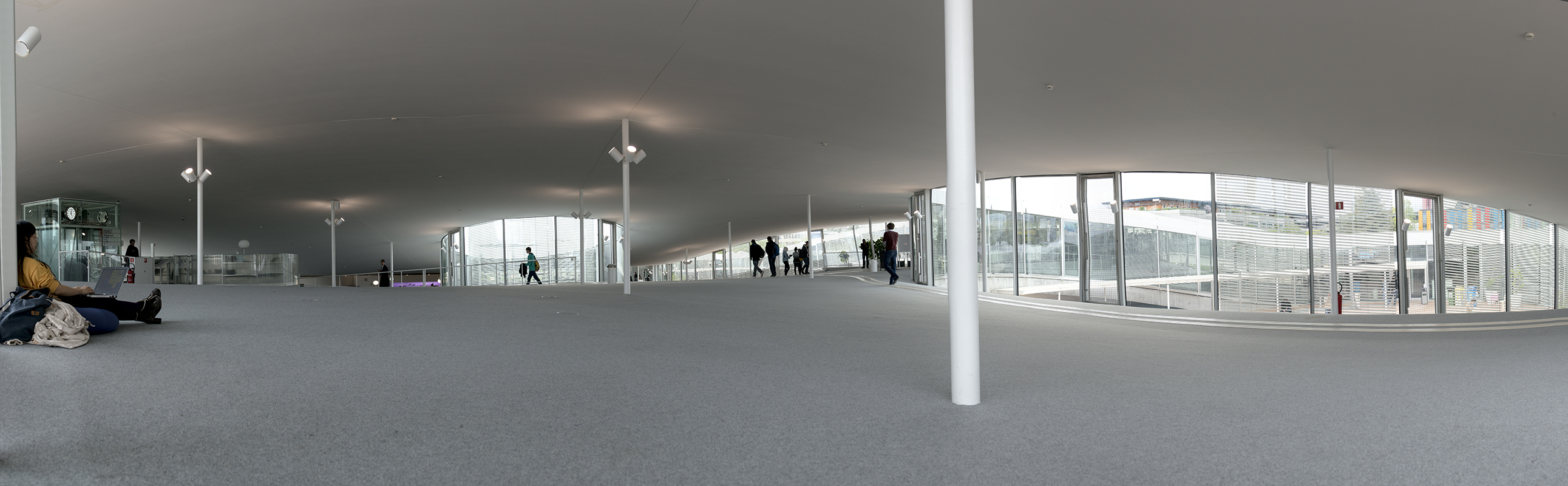
Innenansicht
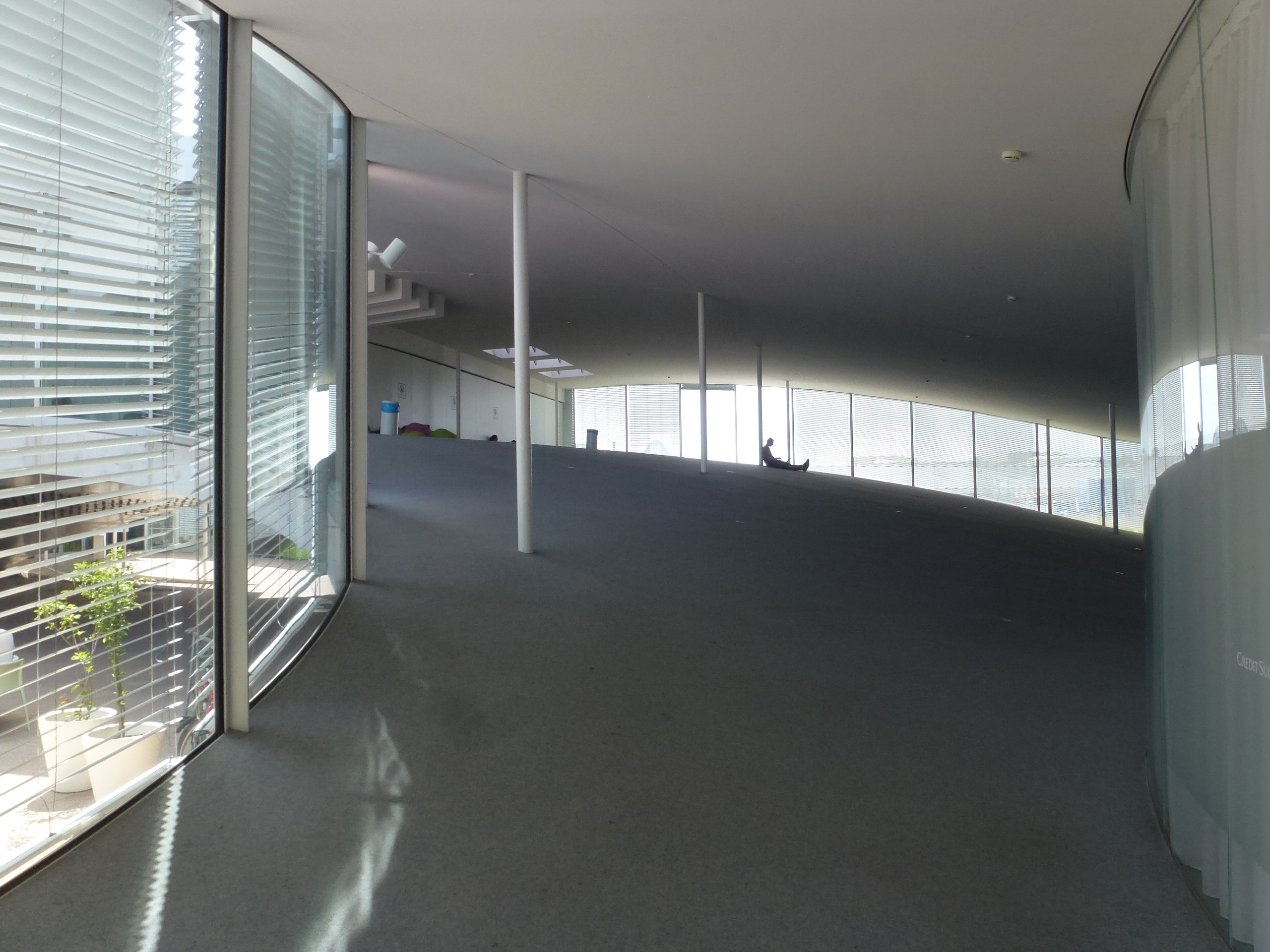
Gebäudesenke
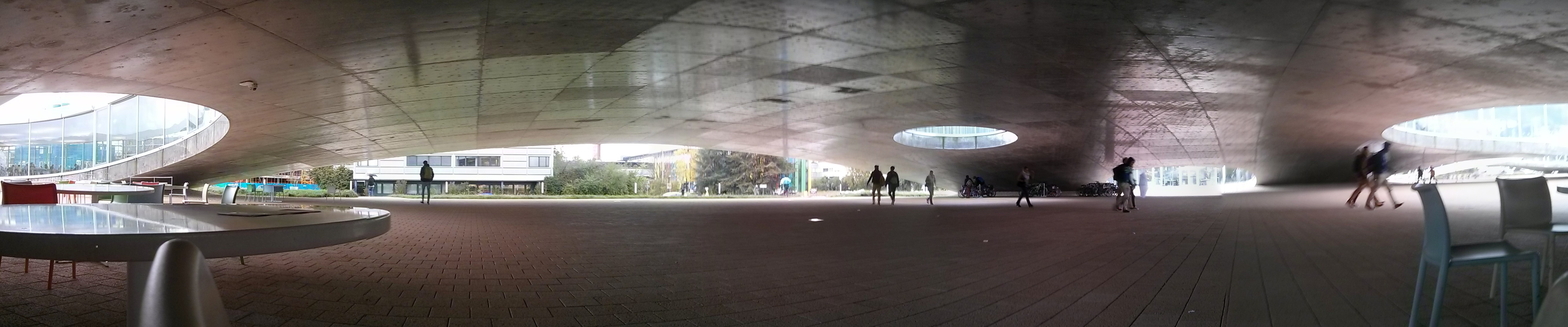
Überwölbte Bodenebene

Die Wölbungen der Bodendecke werden mit Stahlbögen gestützt, die im Erdboden mit einbetoniertem Spannstahl gespannt werden. Nur auf diese Weise konnten die gekrümmten Dachbereiche mit Lichtschächten perforiert werden und dennoch stabil bleiben. Die Dachdecke musste in einem Arbeitsgang gegossen werden, was 48 Stunden lang eine ununterbrochene Betonierung erforderte. Für die Betonmischung wurde eine geheim gehaltene Mischung entwickelt, da der Beton nicht zu flüssig und auch nicht zu fest sein durfte. Um den Schallpegel zu dämmen, wurde auf Wunsch der Bauherren ein Filzteppich verlegt, die Architekten konnten dagegen eine Betonfarbe durchsetzen. Bunte Sitzkissen, die in Haufen über das Gebäude verteilt liegen, werden zur Entspannung benutzt. Kleine Seilbahnen und serpentinenartige Rampen wurden nachträglich auf Wunsch von Behindertenverbänden eingebaut, um steilere Anhöhen auch für Rollstuhlfahrer zugänglich zu machen.

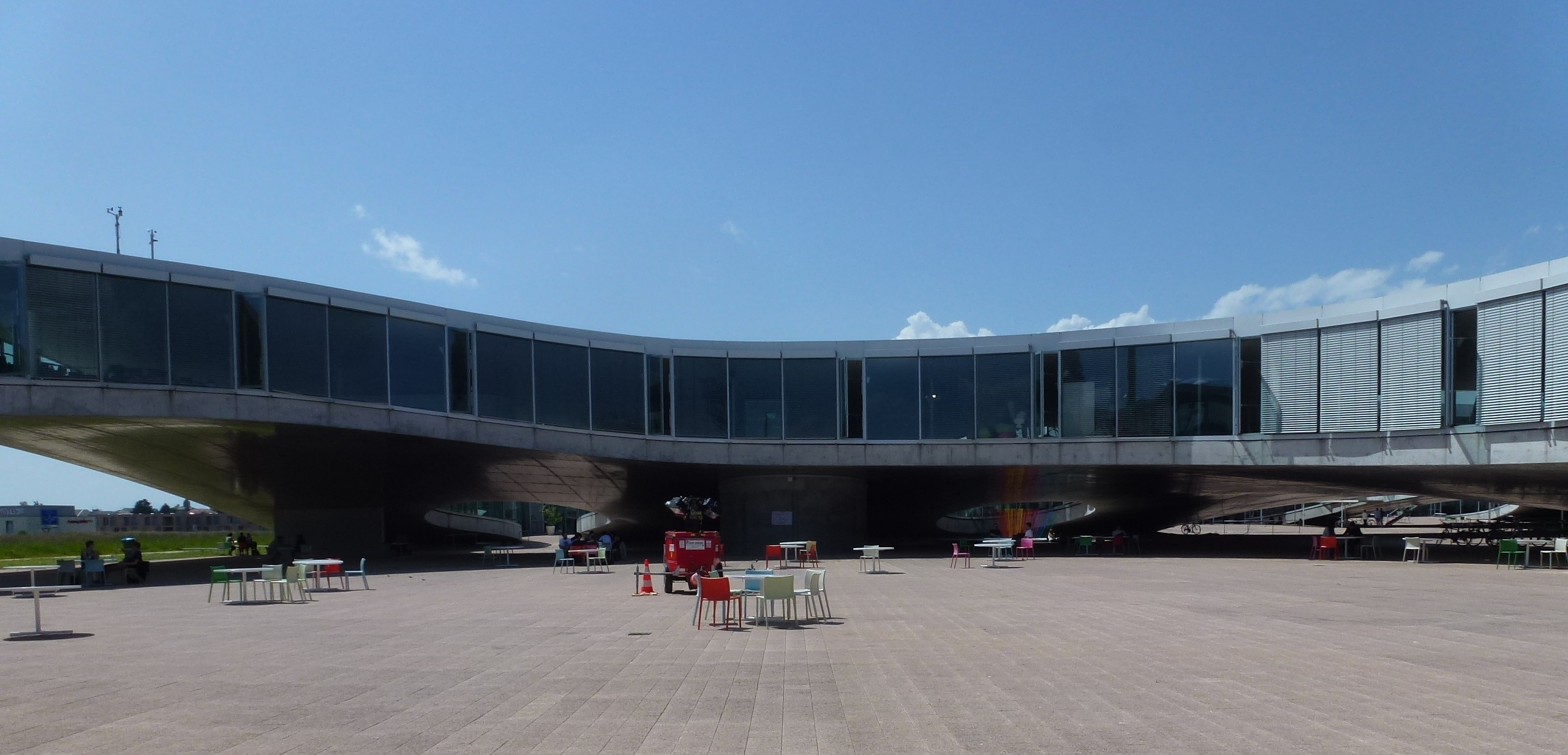
Großer Innenhof der EPFL
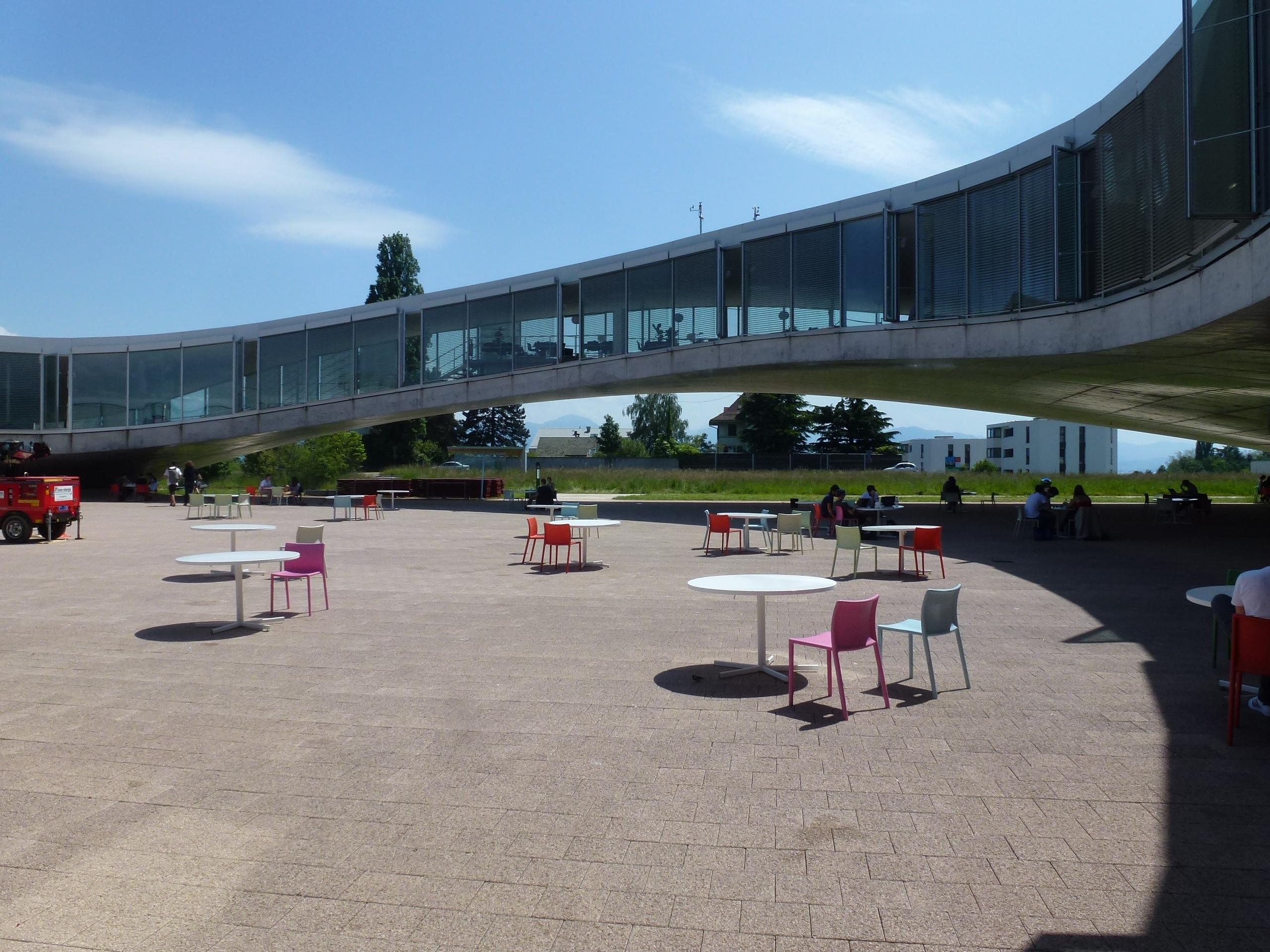
Großer Innenhof
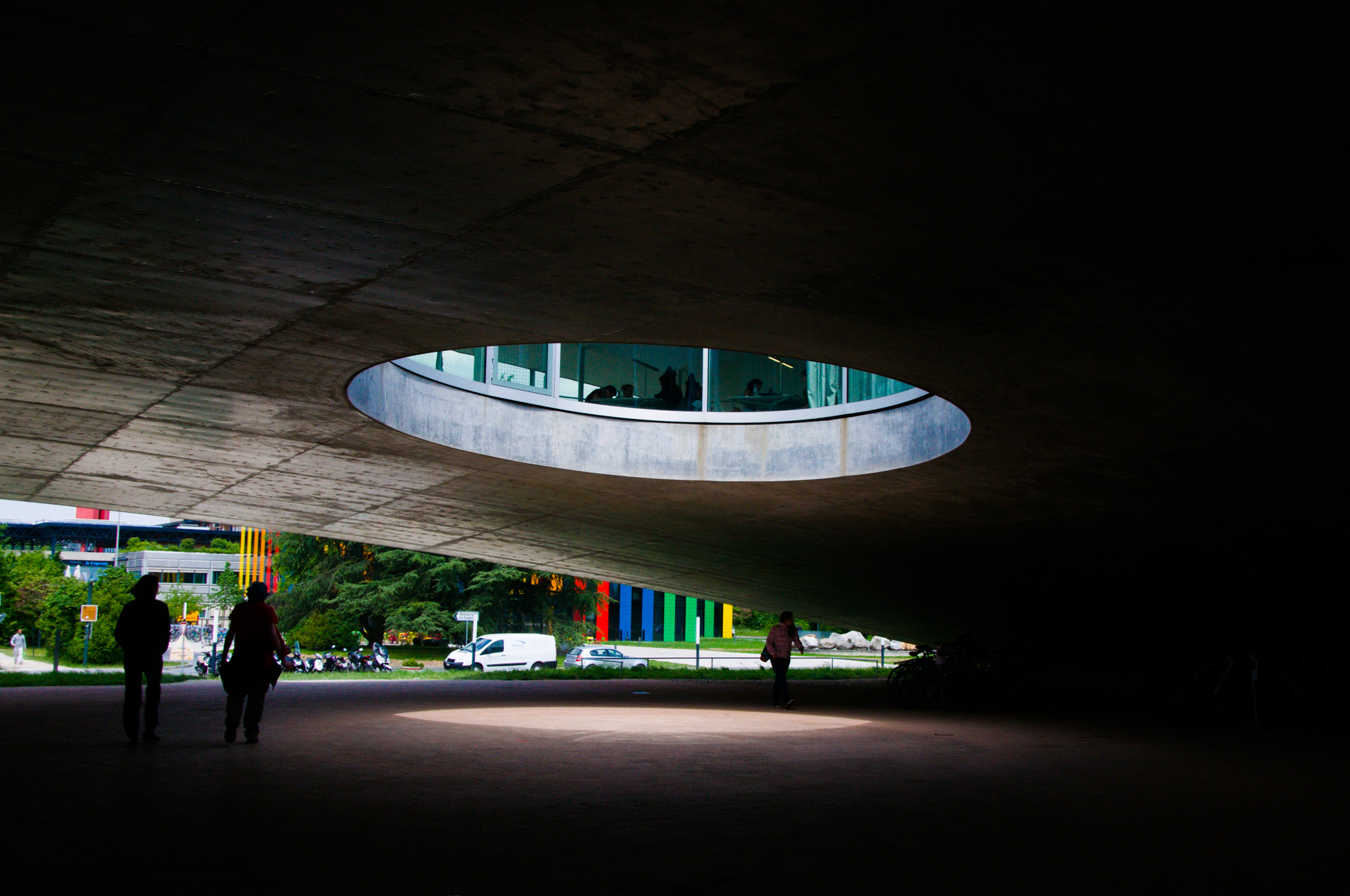
Kleiner Lichtschacht
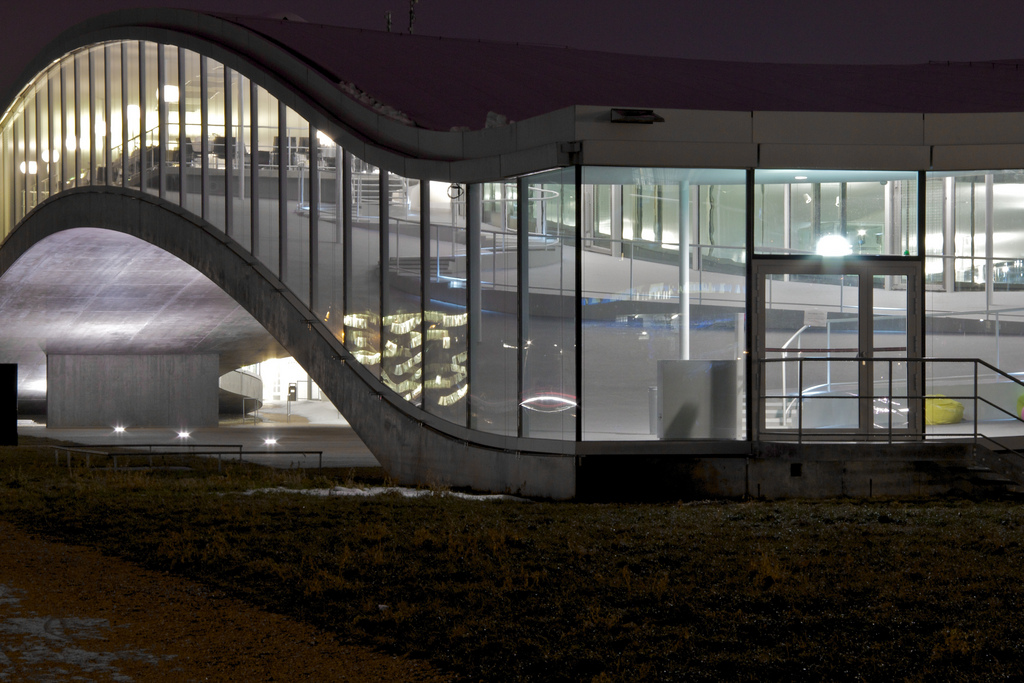
Südostecke

Die Baukosten betrugen 110 Millionen Schweizer Franken, 52 Millionen stammten von privaten Geldgebern, neben dem langjährigen EPFL-Sponsoren Rolex waren auch Credit Suisse, Nestlé, Logitech, Losinger, Novartis und SICPA beteiligt. Das Rolex Learning Center wurde schnell zu einem Wahrzeichen und zu einem Kommunikationszentrum der Universität. Das Gebäude ist täglich außer an hohen Feiertagen von sieben Uhr früh bis Mitternacht geöffnet. Zwei Monate nach der Eröffnung erhielt SANAA den Pritzkerpreis.

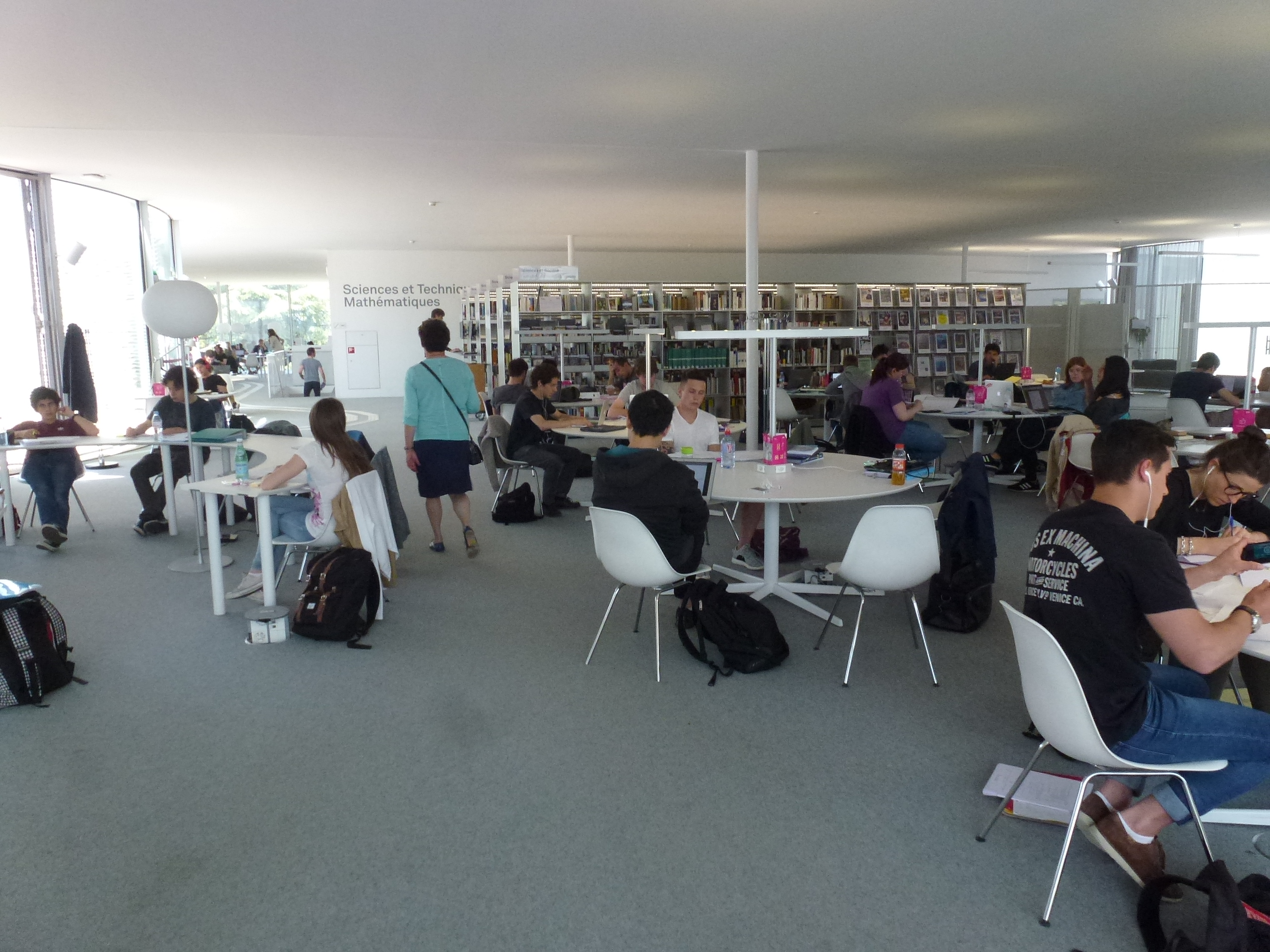
Bibliothek, ebener Bereich

### Bibliothek
Der zentrale Funktionsbereich ist die terrassiert angelegte, 6.200 m² große Bibliothek. Sie verfügt über rund 500.000 Bände gedruckte Literatur und beschäftigt rund 100 Mitarbeiter. Sie hat nahezu 200 Arbeitsplätze für Studierende, was wegen der Bodenkrümmung eine große Verminderung zu den ursprünglich gewünschten 800 Plätzen darstellt. Die elektronische Bibliothek des Centers erlaubt den Zugriff auf etwa 10.000 Online-Zeitschriften und 17.000 e-Books.

## Außenminister-Pressekonferenz

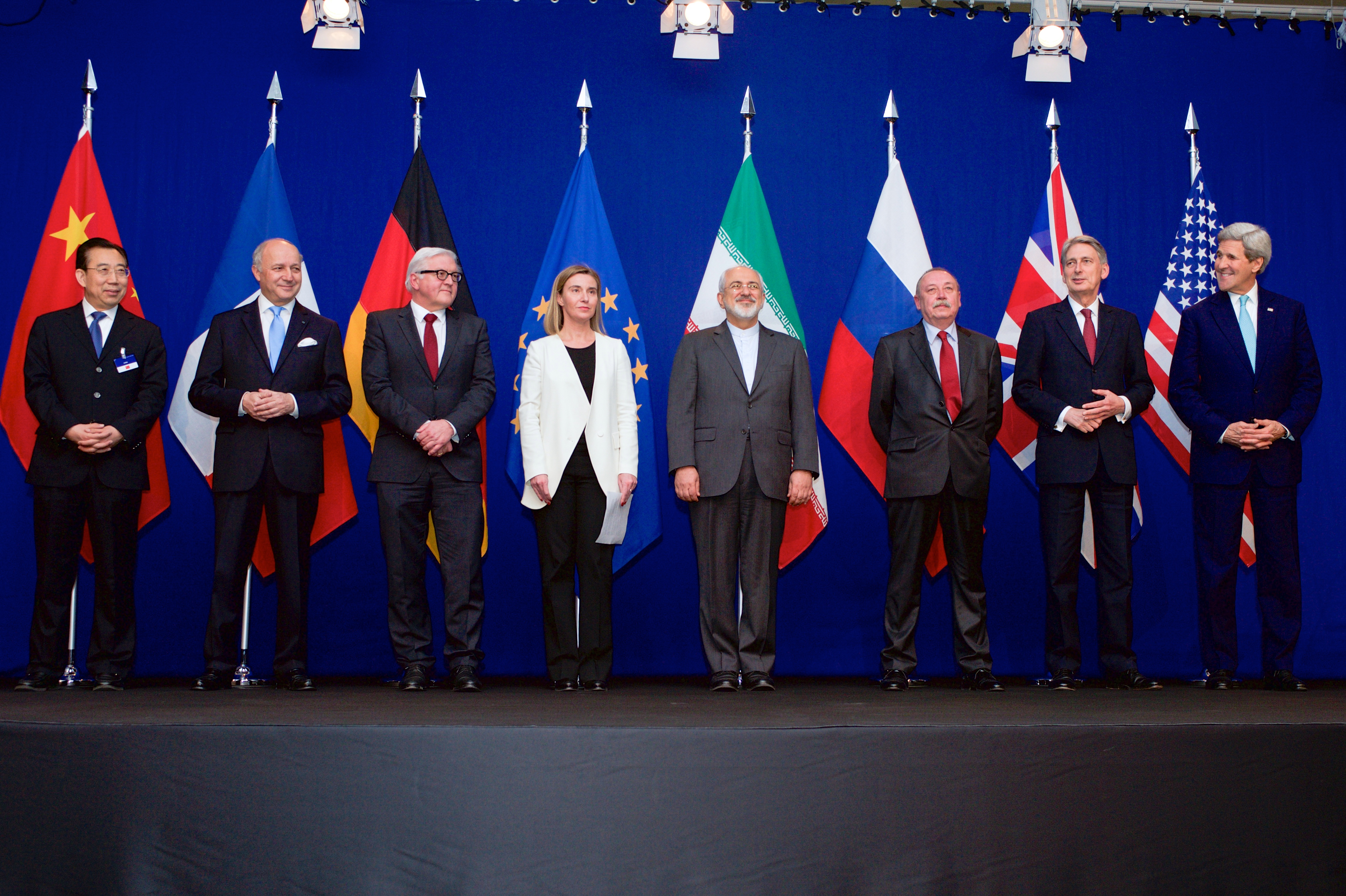
Außenminister-Pressekonferenz im Rolex Learning Center, 2. April 2015

Am 2. April 2015 traten die Außenminister von Frankreich, Deutschland, der Europäischen Union, Großbritannien, USA, China und Russland zu einem Fototermin im Forum (Hörsaalbereich) des Rolex Learning Centers auf, um einen Rahmenvertrag für das iranische Nuklearprogramm vorzustellen. Dieser Rahmenvertrag wurde zur Grundlage einer abschließenden Vereinbarung, dem Joint Comprehensive Plan of Action (JCPOA [= Gemeinsamer umfassender Aktionsplan]), der  am 15. Juli in Wien unterzeichnet wurde und nach 13 Jahren Verhandlungen den Atomstreit mit dem Iran beendete.

## Filme
- Liebe ist das perfekte Verbrechen. Spielfilm, Frankreich, 2013, 110 Min., Buch und Regie: Arnaud Larrieu und Jean-Marie Larrieu.
- Das Rolex Learning Center in Lausanne. Dokumentarfilm, Frankreich, 2012, 26:14 Min., Buch und Regie: Juliette Garcias, Produktion: Les films d’ici, arte France, Reihe: Baukunst, Erstsendung: 5. Mai 2013 bei arte, Inhaltsangabe von arte, (Memento vom 19. Mai 2013 im Internet Archive), online-Video (englisch).
- Le paysage intérieur. Dokumentarfilm, Schweiz, 2007–2010, 82 Min., Buch und Regie: Pierre Maillard, Produktion: CAB Productions, RTS Radio Télévision Suisse, Inhaltsangabe und Filmdaten von Swiss Films, Filmanfang.
- If buildings could talk ... 3D-Dokumentarfilm, Deutschland, 2010, 26 Min., Buch und Regie: Wim Wenders, Produktion: Neue Road Movies, Premiere: 26. August 2010 im Rahmen der Architekturbiennale in Venedig.
- Die Welle. EPFL Learning Center, Lausanne. Dokumentarfilm, Schweiz, 2010, 12:40 Min., Buch und Regie: Pierre Maillard, Produktion: CAB Productions, SRG SSR, Reihe: Die Schweiz bauen, Erstsendung: 29. Mai 2011 bei SF 1, Inhaltsangabe mit online-Video von SRF.
- EPFL Rolex Learning Center designed by SANAA. Image-Video, Schweiz, 4:17 Min., 2010, Internetpublikation: 17. Februar 2010, online-Video von der EPFL, mit EPFL-Präsident Patrick Aebischer, Kazuyo Sejima und Ryūe Nishizawa.